# ایروان‌لی
ایروان‌لی (به ترکی آذربایجانی: Irivanly) یک روستا در جمهوری آذربایجان است که در شهرستان بردع واقع شده‌است.